# Церковь Иоанна Предтечи в Рощенье
Церковь Иоанна Предтечи в Рощенье — действующая каменная церковь в детском парке им. Пушкина в Вологде, построенная в 1710 году.

## История
Первое упоминание о церкви (деревянной) относится к 1618 году. На тот момент церковь называлась Алексеевской. Во время грозы 26 мая 1698 года деревянная церковь сгорела; колокольня, находившаяся рядом, из-за близости к горящей церкви была срублена. Закладка каменной церкви состоялась 23 мая 1710 года. С 1728 года церковь стала называться Иоаннопредтеченской.
В 1930 г. в здании церкви был открыт антирелигиозный музей, позднее в ней находился детский театр.

## Стенопись
Стенопись (фрески) датируется согласно сохранившемуся на южной стене фрагменту надписи 1717 годом, их автор неизвестен. Исходя из иконографических и стилистических особенностей, исследователи предполагают, что авторами росписей были ярославские мастера. Возможно, руководил работами знаменщик Федор Игнатьев, ученик Дмитрия Плеханова. Предтеченские росписи относятся к памятникам поздней монументальной церковной живописи, в которых продолжались традиции росписей XVII столетия, но при этом и отражались западные барочные веяния.
В куполе храма изображено «Отечество». На восьмигранном своде ряд композиций образуют иллюстративную серию «Символа веры». Верхние регистры росписи посвящены земной жизни Христа (христолоический цикл), ниже следует композиции апостольских деяний (сцены мучений и смерти апостолов за христианскую веру). На стенах четверика также подробно проиллюстрировано житие святого Иоанна Предтечи и композиции на тему Акафиста Божией Матери. Фигуры на фресках «Пир Иродо», «Бегство в Египет» и «Усекновение главы Иоанна Предтечи» столь динамичны, что академик искусствовед Игорь Грабарь описывал их, будто они «не стоят, а движутся, не идут, а бегут, скачут, кувыркаются».
Фрески реставрировались в 1856—1859 годах. Тогда были использованы интенсивные оттенки синего и золотого, не характерные для оригинальной стенной росписи. В середине XX века комплексная реставрация проходила под руководством художника Николая Перцева.
- Стенопись на северной стороне
- Стенопись на северо-восточной стороне